# Zoetevaart
De Zoetevaart of Clingense Bossen is een natuurgebied ten zuidoosten van Hulst, gelegen in de Clingepolder.
Het wandelpad aan de noord-oostzijde van het bos volgt het tracé van de Spoorlijn 54 Mechelen - Terneuzen, die hier tot 1952 heeft gereden. Aldus kan men door de bossen naar De Klinge wandelen.